# Сермаш
Сермаш (рум. Sărmaș) — село у повіті Харгіта в Румунії. Адміністративний центр комуни Сермаш.
Село розташоване на відстані 275 км на північ від Бухареста, 63 км на північний захід від М'єркуря-Чука, 140 км на схід від Клуж-Напоки, 136 км на північ від Брашова.

## Населення
За даними перепису населення 2002 року у селі проживали 765 осіб.
Національний склад населення села:
| Національність | Кількість осіб | Відсоток |
| -------------- | -------------- | -------- |
| румуни         | 670            | 87,6%    |
| угорці         | 95             | 12,4%    |

Рідною мовою назвали:
| Мова      | Кількість осіб | Відсоток |
| --------- | -------------- | -------- |
| румунська | 670            | 87,6%    |
| угорська  | 95             | 12,4%    |